# West Bridgford
West Bridgford is een plaats in het bestuurlijke gebied Rushcliffe, in het Engelse graafschap Nottinghamshire. De plaats is een buitenwijk van Nottingham.

## Bekende inwoners

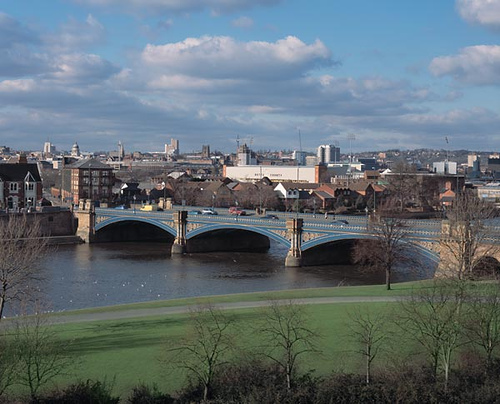
Brug over de Trent

•Leden van de band: Dog is Dead